# Пятрашюнское кладбище
Пятрашюнское кладбище (лит. Petrašiūnų kapinės) — некрополь, расположенный в Каунасе, пантеон выдающихся людей Литвы. Расположен в восточной части города, в районе Пятрашюнай. Современная площадь 8,9 га.

## Расположение
Пятрашюнское кладбище находится в 10 км на юго-восток от центра Каунаса. Оно занимает 8,9 га полуострова, образованного изгибом реки Неман, в окрестностях Каунасского водохранилища. Названо по близлежащему району Каунаса Пятрашюнай.

## История
Строительство кладбища началось в конце 1939 года. Захоронения начали осуществляться с 1941 года. Кладбище несколько раз расширялось в конце 1950-х годов. 6 августа 2010 года пострадало в результате сильного шторма. С 1972 года захоронения были ограничены, с тех пор здесь осуществляются захоронения выдающихся людей Литвы, включая известных учёных, писателей, артистов и политиков. В настоящее время является, подобно кладбищу Расу в Вильнюсе, пантеоном выдающихся деятелей Литвы.

## Известные люди, похороненные на кладбище
- Баршаускас, Казимерас Матович (1904—1964), физик, профессор
- Бинкис, Казис (1893—1942), писатель
- Буга, Казимерас (1879—1924), языковед, профессор
- Вайнюнайте, Антанина Юозасовна (1896—1972), актриса
- Вайрас-Рачкаускас, Каролис (1882—1970), писатель
- Виткаускас, Винцас Иосифович (1890—1965), генерал-лейтенант
- Глинскис, Константинас (1886—1938), актёр, режиссёр
- Груодис, Юозас (1884—1948), композитор, профессор
- Добкевич, Юрий (1900—1926), авиационный конструктор
- Дубенецкий, Владимир Иосифович (1888—1932), архитектор, художник, профессор
- Дуж-Душевский, Клавдий Степанович (1891—1959), белорусский общественно-политический и культурный деятель, архитектор и журналист
- Жмуйдзинавичюс, Антанас (1876—1966), художник
- Жукас, Стяпас Адольфо (1904-1946) — советский художник-карикатурист.
- Зикарас, Юозас (1881—1946), скульптор
- Купрявичюс, Викторас (1901—1992) — композитор и исполнитель на карильоне
- Лаздину Пеледа — Иванаускайте-Ластаускене, Мария (1872—1957), писательница
- Науялис, Юозас (1869—1934), композитор
- Нерис, Саломея (1904—1945), поэтесса
- Пакальнис, Юозас (1912—1948), композитор, флейтист, дирижёр
- Римша, Пятрас (1881—1961), скульптор
- Слежявичюс, Миколас (1882—1939), политик, трижды премьер-министр Литвы
- Сонгайло, Михаил Александрович (1874—1941), архитектор, профессор
- Суткус, Антанас (1892—1968), режиссёр, актёр
- Урбшас, Адольф Ионович (1900—1973), генерал
- Чюрлёнене-Кимантайте, София (1886—1958), писательница
- Шилейка, Йонас (1883—1960), художник
- Шимкус, Стасис (1887—1943), композитор, дирижер
- Шимонис, Казис (1887—1978), художник
- Яблонскис, Йонас (1860—1930), языковед, профессор
- Янулайтис, Аугустинас (1878—1950), юрист, историк, профессор
- Яунюс, Казимерас (1849—1908), языковед